# Vocală închisă posterioară rotunjită
| [u]      |
| Audio: ▶ |

În fonetică, vocala închisă posterioară rotunjită este un tip de sunet vocalic folosit în unele limbi vorbite. Simbolul acestui sunet în Alfabetul Fonetic Internațional este [u]. În limba română acest sunet se notează în scris cu litera U. Exemple: umple /'um.ple/, bun /bun/, litru /'li.tru/.

## Pronunție
- Este o vocală închisă, adică pronunțată cu limba apropiată de cerul gurii. Canalul fonator se strîmtează, dar într-o măsură mai mică decît în cazul consoanelor.
- Este o vocală posterioară, adică limba este plasată înspre partea posterioară a cavității orale, fără însă a bloca fluxul de aer.
- Este o vocală rotunjită, adică se pronunță cu participarea activă a buzelor, care formează o deschidere circulară.

## Exemple în alte limbi
Vocala [u] este relativ comună. Iată cîteva exemple:
- Franceză: fou [fu] (nebun)
- Germană: Fuß [fuːs] (picior)
- Italiană: mucca [ˈmukka] (vacă)
- Neerlandeză: voet [vut] (picior)
- Poloneză: lud [lud] (gheață), lód [lud] (lume)
- Portugheză: urso ['ur.su] (urs)
- Spaniolă: cura ['ku.ra] (preot; cură)